# Florian Sotoca
Florian Sotoca (Narbona, 25 ottobre 1990) è un calciatore francese, attaccante del Lens.

## Palmarès

### Club

#### Competizioni nazionali
- Championnat National 2: 1

Grenoble: 2016-2017